# Haruki Umemura
Haruki Umemura (梅村 晴貴 Umemura Haruki?), född 14 maj 1995 i Shizuoka prefektur, är en japansk fotbollsspelare.
Umemura började sin karriär 2014 i Kataller Toyama. 2015 blev han utlånad till Maruyasu Okazaki. Han gick tillbaka till Kataller Toyama 2016.